# Jan Filip
Jan Filip (født 14. juni 1973 i Prag) er en tjekkisk håndboldtræner og tidligere håndboldspiller. Han spillede blandt andet for Kadetten Schaffhausen i Schweiz og var træner for Tjekkiets herrelandshold 2014-2021. Som spiller var han en af Tjekkiets store stjerner og spillede 200 landskampe, i hvilke han scorede 991 mål.

## Klubhold
- Dukla Prag (1985–1997)
- HSG Düsseldorf (1997–1998)
- Dukla Prag (1998–1999)
- Pallamano Conversano (1999–2000)
- HSG Nordhorn (2000–2008)
- Rhein-Neckar Löwen (2008–2009)
- Kadetten Schaffhausen (2009– )

## Landshold
Filip Var i en årrække en fast del af det tjekkiske landshold. Han nåede i alt 200 landskampe og scorede der  991 mål.

## Eksterne links
- Wikimedia Commons har flere filer relateret til Jan Filip
- Jan Filip spillerprofil på Kadetten Schaffhausens officielle hjemmeside. (tysk)